# 보포트 (영화)
보포트(Beaufort)는 이스라엘에서 제작된 조지프 세더 감독의 2007년 액션, 드라마, 전쟁 영화이다. 아론 어바웃불 등이 주연으로 출연하였고 데이빗 만딜 등이 제작에 참여하였다.

## 출연

### 주연
- 아론 어바웃불

### 조연
- 오슈리 코엔
- 네보 킴치
- 오해드 놀러
- 이타이 티란
- 에이미 웨인버그

## 제작진
- 라인프로듀서: 기돈 가디
- 미술: 미구엘 마킨
- 배역: 힐라 유발